# Léon Huybrechts
Léon Florent Marie Huybrechts (ur. 11 grudnia 1876 w Antwerpii, zm. 9 lutego 1956 tamże) – belgijski żeglarz, olimpijczyk, trzykrotny medalista olimpijski.

## Występy na igrzyskach olimpijskich
- Londyn 1908 – 6 metrów –  – Zut (Louis Huybrechts, Henri Weewauters)
- Antwerpia 1920 – 6 metrów (formuła 1919) –  – Tan-Fe-Pah (Charles Van Den Bussche, John Klotz)
- Paryż 1924 – monotyp olimpijski –
- Paryż 1924 – 6 metrów – 5. miejsce – Ciss (John Klotz, Léopold Standaert)
- Amsterdam 1928 – jole 12-stopowe – 9. miejsce

## Rodzina
Jego brat Louis był razem z nim medalistą olimpijskim w 1908, a synowie Albert i Willi olimpijczykami w 1948.